# 医療用マリファナ及びカンナビジオール研究拡大法
医療用マリファナ及びカンナビジオール研究拡大法（Medical Marijuana and Cannabidiol Research Expansion Act）は、大麻の医療研究を認める議会法である。この法律は「アメリカ合衆国議会の両院で承認された史上初の大麻関連法案」である。

## 歴史
法案は2021年2月4日にダイアン・ファインスタイン上院議員（民主党・カリフォルニア州）、ブライアン・シャッツ上院議員（民主党・ハワイ州）、チャック・グラスリー上院議員（共和党・アイオワ州）によりS.253として上院に提出され、上院司法委員会の審議を経て2022年3月24日に全会一致で上院を通過した。2022年7月21日、共和党員4人と民主党員2人により若干の変更が加えられた新法案が下院に提出され、アール・ブルメナウアー下院議員（民主党・オレゴン州）が主導者となった。法案は5日後に395対25で下院を通過した。2022年11月16日、上院は発声投票により下院の法案を可決し、署名のため大統領に送付した。大統領のジョー・バイデンは2022年12月2日に法案に署名した。

## 規定
この法律は麻薬取締局に対して医療研究用の大麻の研究者や供給者を適時に登録するよう求めており、登録者は合法的に大麻の製造、配布、調剤、所有が可能となる。また大麻由来の医薬品を食品医薬品局に認可させる仕組みを作り、「大麻や大麻由来物質の使用の害や利点について論じる医師を保護」する。また保健福祉省に対し、大麻の医学的有用性と研究の際に存在する障壁を調査することを義務づけ、さらに司法長官に対し、大麻が研究目的で適切に生産されていることを確認するための年次評価の実施が要求されている。

## 関連文献
- “The cannabidiol and marijuana research expansion act: Promotion of scientific knowledge to prevent a national health crisis”, The Lancet Regional Health Americas 14 (100325):  100325, (October 2022), doi:10.1016/j.lana.2022.100325, PMC 9903742, PMID 36777382